# 버트 라르
어빙 라르하임(영어: Irving Lahrheim, 1895년 8월 13일 ~ 1967년 12월 4일)은 버트 라르(영어: Bert Lahr)라는 예명으로 활동한 미국의 배우, 코미디언, 보드빌리언이다. 그는 1939년 MGM의 오즈의 마법사에서 캔자스 농장 노동자 "지크"와 비겁한 사자 역할로 가장 잘 알려져 있다. 그는 재치있는 유머와 버르스크, 보드빌, 브로드웨이에서의 작품으로 잘 알려져 있다.

## 참여 작품
- 저스트 어라운드 더 코너
- 오즈의 마법사 (1939년 영화)
- 밍스키

## 무대
- 고도를 기다리며
- 새 (희극)